# Modem DSL
Một modem số thuê bao số (DSL) là một thiết bị được sử dụng để kết nối máy tính hoặc bộ định tuyến với một đường dây điện thoại cung cấp dịch vụ đường dây thuê bao kỹ thuật số để kết nối Internet, thường được gọi là băng rộng DSL.
Thuật ngữ DSL modem được sử dụng kỹ thuật để mô tả modem kết nối với một máy tính duy nhất, thông qua cổng Ethernet, cổng USB hoặc được cài đặt trong khe cắm PCI máy tính. Router DSL phổ biến hơn là một thiết bị độc lập kết hợp chức năng của một modem DSL và một bộ định tuyến và có thể kết nối nhiều máy tính qua nhiều cổng Ethernet hoặc một điểm truy cập không dây tích hợp. Còn được gọi là cổng nội bộ, một router DSL thường quản lý kết nối và chia sẻ dịch vụ DSL trong mạng gia đình hoặc văn phòng nhỏ.

## Mô tả
Một router DSL bao gồm một hộp có một jack cắm RJ11 để kết nối với một đường dây điện thoại tiêu chuẩn. Nó có một vài đầu cắm RJ45 cho cáp Ethernet để kết nối nó với máy tính hoặc máy in, tạo ra một mạng lưới địa phương. Nó thường có một cổng USB có thể được sử dụng để kết nối với máy tính thông qua cáp USB, cho phép kết nối với các máy tính không có cổng Ethernet. Một router DSL không dây cũng có anten để cho phép nó hoạt động như một điểm truy cập không dây, do đó các máy tính có thể kết nối với nó tạo thành một mạng không dây. Nguồn điện thường được cung cấp bởi một dây từ một biến áp treo tường.
Nó thường có một loạt đèn LED hiển thị trạng thái của các phần của liên kết truyền thông DSL:
Đèn báo nguồn điện - chỉ ra rằng modem đã được bật và có nguồn điện.
Đèn Ethernet - thường có ánh sáng trên mỗi cổng cắm Ethernet. Ánh sáng ổn định (hoặc đôi khi nhấp nháy) chỉ ra rằng liên kết Ethernet tới máy tính hoặc thiết bị đó đang hoạt động
Đèn DSL - một ánh sáng ổn định cho biết modem đã thiết lập liên lạc với thiết bị trong trao đổi điện thoại cục bộ (DSLAM) để liên kết DSL qua đường dây điện thoại đang hoạt động. Các modem mới hỗ trợ kết nối ADSL2 + sẽ có một ánh sáng cho mỗi dòng. [1]
Đèn Internet - một ánh sáng ổn định chỉ ra rằng địa chỉ IP và giao thức DHCP được khởi tạo và hoạt động, vì vậy hệ thống được kết nối với Internet
Không dây ánh sáng - chỉ trong DSL modem không dây, điều này cho thấy rằng mạng không dây được khởi tạo và làm việc
Nhiều router cung cấp một trang web nội bộ cho mạng cục bộ để cấu hình thiết bị và báo cáo trạng thái. Hầu hết các bộ định tuyến DSL được thiết kế để được cài đặt bởi khách hàng mà đĩa CD hoặc DVD chứa chương trình cài đặt được cung cấp. Chương trình cũng có thể kích hoạt dịch vụ DSL. Khi bật nguồn cho bộ định tuyến, có thể mất vài phút để kết nối mạng cục bộ và kết nối DSL, thường được biểu thị bằng các đèn trạng thái chuyển sang màu xanh lá cây. Ngoài ra còn có modem PCI DSL, cắm vào một khe cắm thẻ PCI có sẵn trên máy tính.

## Công nghệ

### Khái niệm DSL
Mạng điện thoại chuyển mạch công cộng, mạng lưới trung tâm chuyển mạch, đường trung kế, bộ khuếch đại và thiết bị chuyển mạch truyền các cuộc gọi điện thoại từ điện thoại này sang điện thoại khác, được thiết kế để mang tín hiệu tần số thoại, và do đó giới hạn băng thông là 3.4 kHz. Trước khi DSL, modem băng tần thoại truyền thông tin qua mạng điện thoại với tần số âm thanh trong băng thông đó, giới hạn tốc độ dữ liệu khoảng 56 kbit/s. Tuy nhiên, các dây đồng kết nối điện thoại với trung tâm chuyển mạch địa phương (gọi điện thoại), được gọi là vòng lặp thuê bao, thực sự có khả năng mang một dải rộng hơn nhiều tần số, lên đến vài megahertz. [2] Khả năng này không được sử dụng trong dịch vụ điện thoại bình thường. DSL sử dụng các tần số cao hơn này để gửi dữ liệu số giữa modem DSL và trung tâm chuyển mạch cục bộ, mà không ảnh hưởng đến dịch vụ điện thoại bình thường. Tại trung tâm chuyển mạch địa phương, dữ liệu được chuyển trực tiếp giữa đường dây điện thoại và đường dây internet của khách hàng, do đó các tín hiệu DSL không đi qua mạng điện thoại. Không cần phải quay số điện thoại để bắt đầu kết nối; kết nối DSL là "bật" bất cứ khi nào modem được bật.

### Truyền dữ liệu
Thiết bị tại trung tâm chuyển mạch cục bộ giao tiếp với modem DSL được gọi là Digital Subscriber Line Access Multiplexer (DSLAM), được kết nối trực tiếp với Internet. [2] Trung tâm chuyển mạch cục bộ phải được trang bị các thiết bị này để cung cấp dịch vụ DSL.
Với ADSL,  và DSLAM giao tiếp bằng một giao thức được gọi là điều chế multitone rời rạc (DMT), là một dạng ghép kênh phân chia tần số.